# Небесный ястреб
«Небесный ястреб» (кит. 黃飛鴻少林拳, англ. The Skyhawk, букв. Шаолинь-цюань Вон Фэйхуна) — гонконгский фильм с боевыми искусствами режиссёра Чон Чхан Хва. Боевые сцены в фильме ставил Саммо Хун.

## Сюжет
Когда боец из провинции Гуандун Вон Фэйхун по прозвищу Небесный Ястреб и его ученик Фэйфэй отправляются в Таиланд, чтобы навестить своего друга Чю Куая, они натыкаются на парня по имени Сиусичи, который ранен злым мастером Кок Так. Они спасают его и берут с собой. Ку Чунмоу, местный тиран, пытается монополизировать сервис обслуживания на пирсе. Но он терпит неудачи, когда пытается устроить проблемы у своего конкурента Чю. Фэйхун остаётся дома у друга и принимает в ученики Сиусичи. Однако Ку не сдаётся и нанимает Кок Така для решения проблемы с Фэйхуном, чьи ученики мешают его бизнесу. Чю узнаёт о контрабанде наркотиков, но Ку убивает его. Также он поступает и с первым учеником Фэйхуна. После похорон Фэйфэя и Чю Куая, Фэйхун решает найти Сиутуна, свидетеля убийства, а Ку со своими людьми пытается устранить их всех. Ведя борьбу с тираном и его людьми, Фэйхуну удаётся победить.

## В ролях
Примечание: имена героев даны в кантонской романизации.
- Куань Такхин — Небесный Ястреб Вон Фэйхун
- Нора Мяо — Хёнлань
- Чжао Сюн — Ку Чунмоу
- Картер Вон[англ.] — Сиусичи
- Хван Ин Сик[англ.] — Кок Так
- Саммо Хун — Фэйфэй / Толстяк
- Чэнь Цзин — Юкъин
- Ли Куань — Вай Мань
- Чён Кинпо — Ка Пин
- Ким Ги Джу[кор.] — Ма Лун
- Сима Валун[англ.] — Чю Куай
- Хон Сон Джун — Чён Юктхон
- Ю Лун — Сиутун
- Уилсон Тхон — Лэй Кау

## Кассовые сборы
В период кинотеатрального проката в Гонконге с 22 января по 5 февраля 1974 года фильм собрал 1 048 710 гонконгских долларов.

## Восприятие
Эндрю Сароч с портала Far East Films также тепло отзывается о фильме: 
Игра Куаня — напоминание о том, что он всегда будет олицетворением пожилого Вон Фэйхуна, и «Небесный ястреб» — превосходный пример его способностей.